# Заштићена знаменита места
Заштићена знаменита места су историјска места у Републици Србији која имају трећи ниво државне заштите. Део су заштићене листе Непокретних културних добара.

## Листа
| Слика | Име                                                        | Период                        | Општина/Град | Локација, Адреса       | Инфо | Референца |
| ----- | ---------------------------------------------------------- | ----------------------------- | ------------ | ---------------------- | ---- | --------- |
|       | Место предаје кључева 1867. године на Калемегдану          | 1967, обележје места из 1867. | Београд      | Стари град, Калемегдан |      | [ 1 ]     |
|       | Пропланак Црни врх                                         | 10. април 1943                | Пећ          | Северозападно од Пећи  |      | [ 2 ]     |
|       | Спомен-парк са спомеником Бори Вукмировићу и Рамизу Садику | Јул 1937                      | Призрен      | Ландовица              |      | [ 3 ]     |